# Acalolepta andamanensis
Acalolepta andamanensis là một loài bọ cánh cứng trong họ Cerambycidae.